# Östa
Östa este o arie protejată (arie specială de conservare — SAC, sit de importanță comunitară — SCI) din Suedia întinsă pe o suprafață de 958,2 ha, integral pe uscat.

## Localizare
Centrul sitului Östa este situat la coordonatele 60°09′56″N 16°49′05″E / 60.1655°N 16.818°E.

## Înființare
Situl Östa a fost declarat sit de importanță comunitară în ianuarie 1997 pentru a proteja un număr necunoscut de specii din flora spontană și fauna sălbatică aflate în arealul zonei. Situl a fost protejat și ca arie specială de conservare în martie 2011.

## Biodiversitate
Situată în ecoregiunea boreală, aria protejată conține 13 habitate naturale: Lacuri și iazuri distrofice naturale, Mlaștini turboase de tranziție și turbării mișcătoare, Cursuri de apă de la nivel de câmpie la nivel montan, cu vegetație Ranunculion fluitantis și Callitricho-Batrachion, Păduri de conifere pe eskere fluvioglaciare sau legate la acestea, Pajiști cu Molinia pe soluri calcaroase, turboase sau argilos-nămoloase (Molinion caeruleae), Roci stâncoase cu vegetație pionieră de Sedo-Scleranthion sau Sedo albi-Veronicion dillenii, Turbării active, Păduri fino-scandinave bogate în ierburi cu Picea abies, Taiga vestică, Mlaștini împădurite, Pajiști fino-scandinave uscate până la mezice, bogate în specii de altitudine mică, Păduri caducifoliate de mlaștină fino-scandinave, Râuri naturale fino-scandinave.
La baza desemnării sitului se află un număr nedeclarat de specii protejate.